# Park Do-hun
Park Do-Hun (11 de novembro de 1965), é um ex-handebolista sul-coreano, medalhista de prata nas Olimpíadas de 1988.
Park Do-Hun jogou doze partidas anotando 32 gols